# Planeil

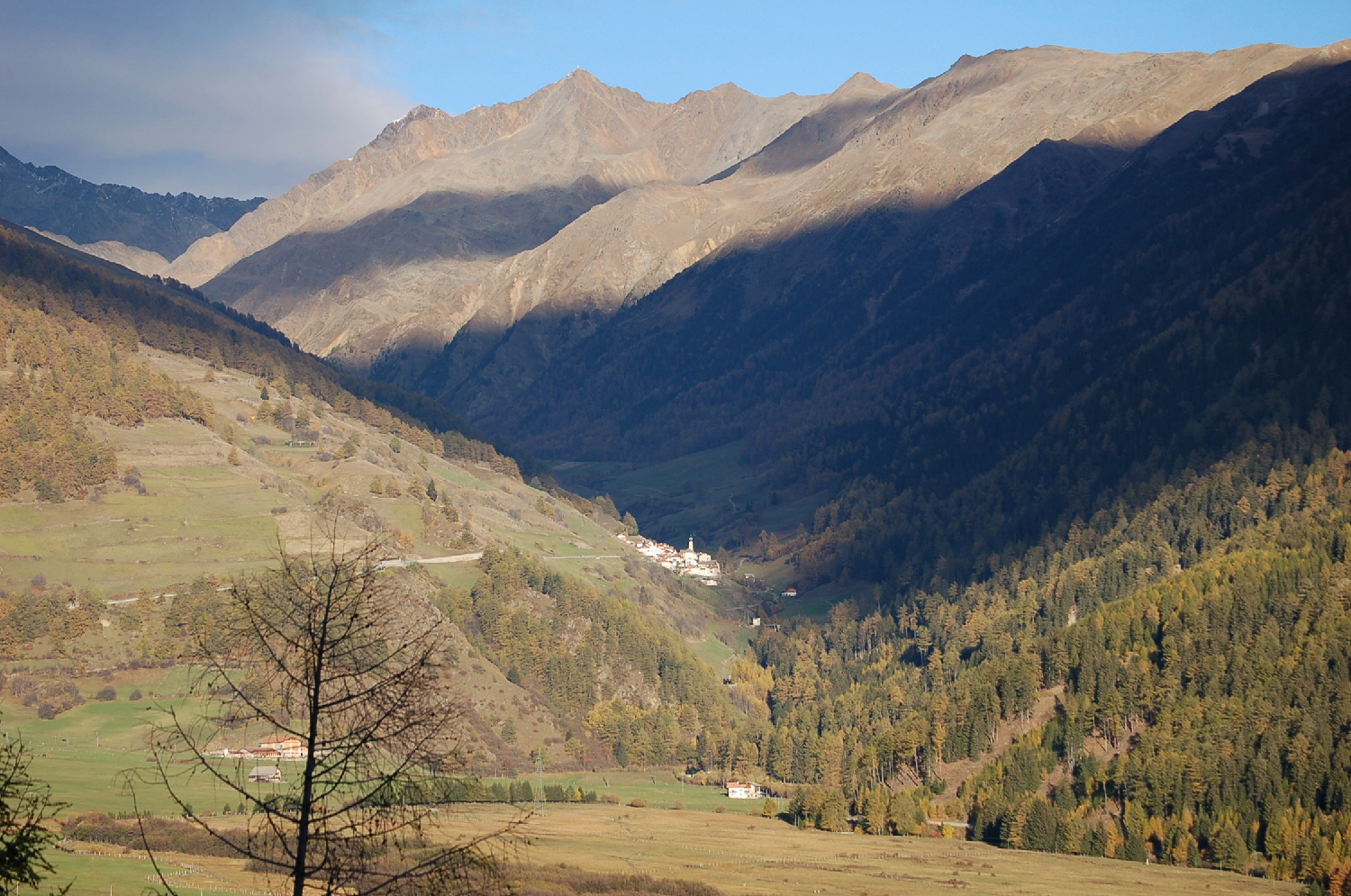
Planeil von Burgeis aus gesehen

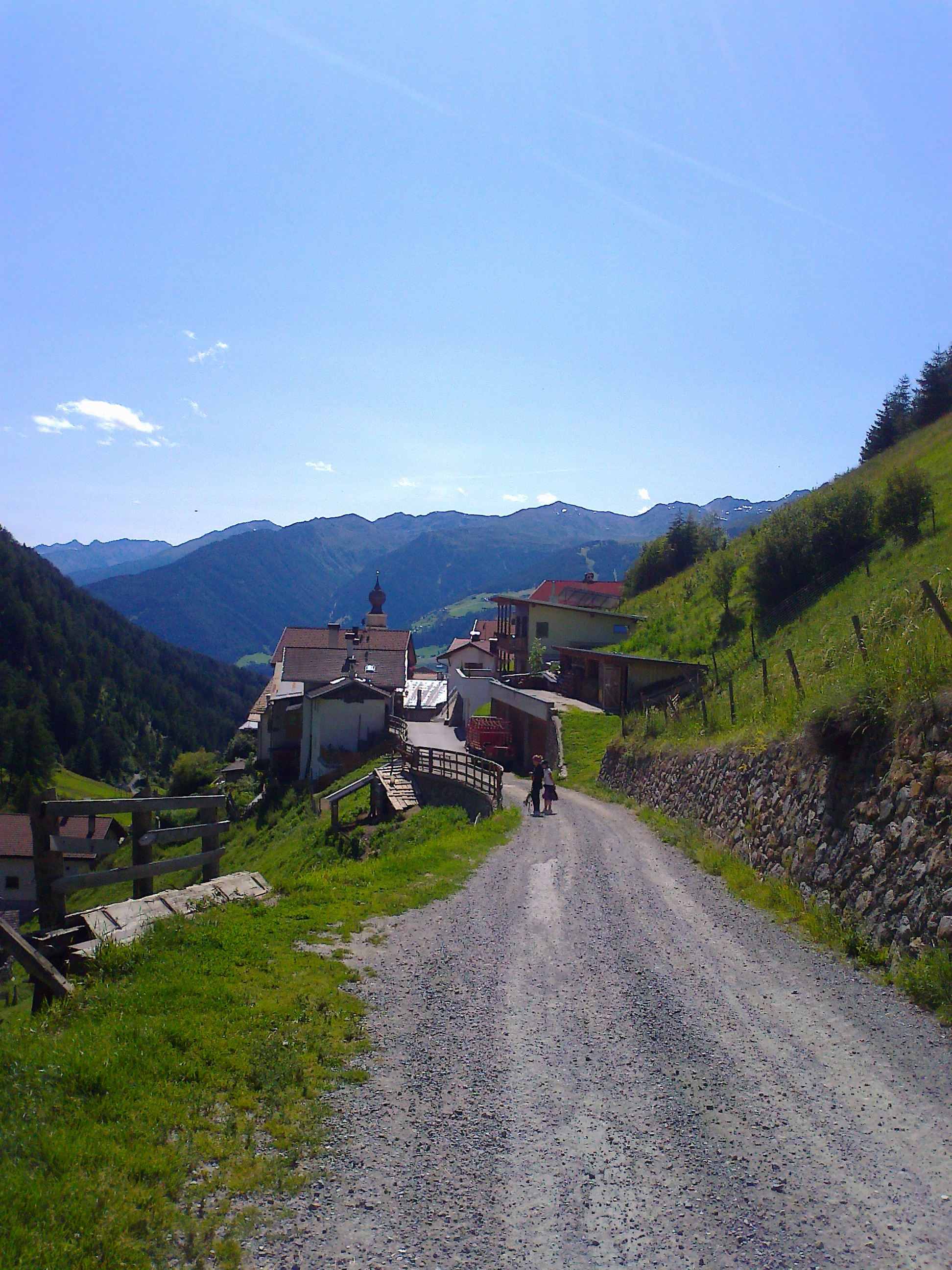
Planeil mit Blickrichtung talauswärts auf Prämajur/Watles

Planeil (auch Planail; mundartlich [ˈplanɔɐl]; italienisch Planol) ist eine Fraktion der Gemeinde Mals im Vinschgau in Südtirol (Italien). Planeil liegt auf 1599 Metern Seehöhe in dem von der Puni entwässerten Planeiltal am äußersten Westrand der Ötztaler Alpen. Bei der Siedlungsform handelt es sich um ein rätoromanisches Haufendorf, das aus eng aneinander gebauten Bergbauernhöfen besteht. Planeil hat derzeit 152 Einwohner  (Januar 2022) und unterhält eine deutsche Grundschule mit 10 Schülern (Schuljahr 2021/2022). Durch die abgeschiedene Lage in einem Seitental des Vinschgaus konnte sich Planeil einen sehr ursprünglichen Charakter bewahren, obwohl 1985 und 1986 der Dorfkern durch zwei Großbrände fast völlig zerstört wurde. Planeil ist vom Tourismus wenig berührt. Die örtliche Pfarrkirche ist dem heiligen Nikolaus geweiht.
Die Flur wurde ersturkundlich 1258 als Plagnol genannt. Eine Zuordnung zu lateinisch planulum (‚kleine Ebene‘) ist in Anbetracht des Geländes unwahrscheinlich. 1928 wurde das bis dahin eigenständige und selbstverwaltete Planeil der Gemeinde Mals zugeschlagen.